# Adriaan Beets
Adriaan Beets, född 28 juli 1860 i Utrecht, död 24 december 1937 i Leiden, var en nederländsk språkforskare; son till skalden Nicolaas Beets, gift med Tine Beets-Damsté. 
Beets var sedan 1888 medlem av, sedan 1912 ordförande och sekreterare i redaktionen för "Woordenboek der Nederlandsche taal". Bland hans vetenskapliga skrifter kan nämnas många uppsatser i bland annat "Tijdschrift voor Nederlandsche taal- en letterkunde" (vars redaktionssekreterare han var) och De disticha Catonis in het Middelnederlandsch (1885). 
I tidskriften "Museum" (1898-1922) publicerade han en serie artiklar rörande de nordiska språken och vetenskapliga arbeten av skandinaver, bland annat om Ewert Wrangel ("Sveriges litterära förbindelser med Holland", 1898), Axel Kock ("Om språkets förändring"), Hakon Grüner-Nielsen ("Danske viser") och Albert Nilsson ("Fru Nordenflychts religiösa diktning").